# Cipriano Villasana Jiménez
Cipriano Villasana Jiménez (Tula, Tamaulipas; 11 de noviembre de 1912 - 18 de junio de 1975) fue un médico mexicano. Nació en Tula, Tamaulipas el 11 de noviembre de 1912, sus padres fueron el Lic. Cipriano Villasana Sánchez y la señora Genoveva Jiménez. Cursó su educación primaria en su ciudad natal y realizó los estudios de secundaria y preparatoria en el Instituto Científico Literario en Toluca, Estado de México.
Se graduó como médico cirujano en la Universidad Nacional Autónoma de México en 1936. Llegó a Cosamaloapan de Carpio en octubre de 1936 y fundó el primer centro de salud en la localidad. Posteriormente fue director fundador del Hospital Regional en Cosamaloapan. Presidente vitalicio de la Sociedad Médica del Papaloapan.
En 1939 fue director fundador de la primera escuela secundaria en Cosamaloapan.  En 1955 fue director fundador de la Escuela de Bachilleres Luis A. Beauregard. Se desempeñó localmente como director de la Cruz Roja local, presidente fundador del Club Rotario y secretario del primer Club de Leones en Cosamaloapan.
Fue conferencista en varios simposios y congresos médicos. Ganó un tercer lugar en un concurso literario de la Universidad Veracruzana. Fue catedrático de la UNAM y socio fundador de la Academia de la Cirugía General. Falleció el 18 de junio de 1975. Una colonia en Cosamaloapan y una escuela telesecundaria llevan su nombre.